# Albert Bunjaku
Albert Bunjaku (Gnjilane, Antigua Yugoslavia, 29 de noviembre de 1983) es un exfutbolista kosovar que jugaba de delantero.

## Selección nacional
Fue internacional con la selección de fútbol de Suiza. Disputó seis partidos entre 2009 y 2010, llegando a participar en la Copa Mundial de Fútbol 2010 en el encuentro contra Chile. En 2014 debutó con la selección de Kosovo.

## Clubes
| Club                    | País     | Año       |
| ----------------------- | -------- | --------- |
| F. C. Schaffhausen      | Suiza    | 2003-2006 |
| S. C. Paderborn 07      | Alemania | 2006      |
| F. C. Rot-Weiß Erfurt   | Alemania | 2006-2009 |
| 1. F. C. Núremberg      | Alemania | 2009-2012 |
| 1. F. C. Kaiserslautern | Alemania | 2012-2014 |
| F. C. St. Gallen        | Suiza    | 2014-2017 |
| F. C. Erzgebirge Aue    | Alemania | 2017-2018 |
| F. C. Viktoria Colonia  | Alemania | 2018-2022 |
| Bonner S. C.            | Alemania | 2022      |